# Те, що ти робиш!
«Те, що ти робиш!» (англ. That Thing You Do!) — американський музичний драмедійний фільм 1996 року, режисерський дебют Тома Генкса, який також був сценаристом і виконавцем однієї з ролей.

## Сюжет
1964 року Гай Паттерсон, молодий барабанщик, працює в сімейному магазині побутової техніки в Ері, штат Пенсільванія. Джиммі та Ленні пропонують йому замінити Чеда, їхнього постійного барабанщика, який зламав руку, щоб виступити на шоу талантів із їхнім гуртом «Oneders». На шоу у місцевій піццерії Гай набирає швидший темп для пісні Джиммі «That Thing You Do!» («укр. Те, що ти робиш!»). Джиммі розгніваний, але вони виграють шоу. Групу помічає місцевий промоутер талантів Філ Горас, який обіцяє залучити їх на радіо протягом 10 днів. Через деякий час Філ приводить Гая на зустріч з містером Вайтом, представником A&R (відділ звукозаписної компанії) вигаданої звукозаписної компанії «Play-Tone Records», який пропонує гурту контракт і стає їхнім менеджером. Він перейменовує групу на «The Wonders» і просить їх приєднатися до туру Play-Tone ярмарками штатів Середнього Заходу. Починається стрімкий підйом на перші рядки хіт-парадів пісні «That Thing You Do!». 

## У ролях
| Актор             | Роль                           |
| ----------------- | ------------------------------ |
| Том Еверетт Скотт | Гай Паттерсон ударні           |
| Лів Тайлер        | Фей Долан                      |
| Джонатон Шек      | Джиммі Маттінглі гітара, вокал |
| Стів Зан          | Ленні Гейз гітара, вокал       |
| Ітан Ембрі        | «Басист» Тобі бас-гітара       |
| Шарліз Терон      | Тіна Паверс                    |
| Том Генкс         | містер Амос Вайт               |
| Кріс Елліс        | Філ Горас                      |
| Кріс Айзек        | дядько Боб                     |

| Актор           | Роль                            |
| --------------- | ------------------------------- |
| Обба Бабатунде  | консьєрж готелю                 |
| Джованні Рібізі | Чед                             |
| Алекс Рокко     | Сол Сайлер                      |
| Білл Коббс      | Дель Пакстон                    |
| Ріта Вілсон     | Маргеріт                        |
| Кевін Поллак    | Віктор «Бос Вік Косс» Косслович |
| Голмс Осборн    | містер Паттерсон                |
| Браян Кренстон  | Вірджил Гріссом                 |
| Клінт Говард    | диск-жокей                      |

## Музика
У фільмі звучить оригінальна музика Тома Генкса, Адама Шлезінгера, Ріка Еліаса, Скотта Рогнесса, Майка Пічірілло, Гері Гетцмана та Говарда Шора.
Пісня, яка звучить під час вступних титрів до фільму, «Lovin' You Lots and Lots», приписується вигаданим співакам «Norm Wooster Singers». Насправді її написав Генкс.
За сюжетом «The Wonders» швидко піднялися до слави завдяки пісні «That Thing You Do!», написаній як сумна балада, але яка стає стрімким хітом під час першого виступу гурту на шоу талантів. Пісня, написана та створена для фільму Адамом Шлезінгером, басистом групи «Fountains of Wayne and Ivy» і включена в саундтрек до фільму, стала справжнім хітом 1996 року (пісня посіла 41 місце в Billboard Hot 100).
«The Wonders» також грають пісню "Little Wild One". Ця композиція була написана групою «Gigolo Aunts» як мелодія в стилі "несправжніх «Beatles»".

## Критика
Фільм отримав схвальні відгуки: Rotten Tomatoes дав оцінку 94 % на основі 62 відгуків від критиків і 78 % від більш ніж 100 000 глядачів.

## Нагороди
Фільм був номінований на премію Young Artist Award як найкращий сімейний фільм – мюзикл або комедія.
Пісня «That Thing You Do!» отримала багато номінацій на премії, здобувши перемогу у Artios Awards, California on Location Awards і Florida Film Critics Circle Awards.